# Référendum taïwanais de 2021
Un référendum à questions multiples d'origine populaire a lieu le 18 décembre 2021 à Taïwan. C'est la seconde fois qu'est mis en œuvre un référendum d'initiative populaire depuis une réforme en 2018 de la procédure régulant le déclenchement de ce type de consultation. Initialement prévu le 28 août 2021, il est reporté à décembre en raison de la pandémie de Covid-19.
Quatre questions sont soumises au vote des électeurs : sur la relance de la construction de la quatrième centrale nucléaire du pays, sur l'interdiction des importations de porc à la ractopamine en provenance des États-Unis, sur l'organisation de référendums le même jour que d'autres scrutins nationaux, ainsi que sur le blocage de la construction dans le récif algal de Datan d'un troisième terminal gazier.
Le scrutin voit la défaite de l'ensemble des questions soumises à référendum, toutes soutenues ou directement portées par l'opposition menée par le Kuomintang. L'échec des référendums est ainsi perçue comme une victoire pour le gouvernement du Parti démocrate progressiste, qui voit ses décisions approuvées par les électeurs.

## Contexte
Si les questions soumises à référendum portent sur des questions de politique interne dans un contexte de rivalité entre le Parti démocrate progressiste (DPP) au pouvoir, à la tête de la Coalition pan-verte, et le parti d'opposition Kuomintang (KMT) à la tête de la Coalition pan-bleue, leurs résultats sont suivis de près du fait de leurs ramifications au niveau international, notamment en matière de sécurité nationale — du fait de la dépendance du pays aux États-Unis — ainsi qu'en matière d'indépendance énergétique.

## Procédure
Depuis janvier 2018, une réforme adoptée par le Yuan législatif permet à la population de disposer du pouvoir de soumettre une question à un référendum d'initiative populaire.
Un projet de référendum nécessite de réunir dans un premier temps les signatures de 0,01 % de la population inscrite sur les listes électorales. Une fois la procédure ainsi déclenchée, les pétitionnaires doivent ensuite réunir dans un délai de six mois les signatures de 1,5 % des inscrits puis faire valider le projet auprès de la Commission électorale centrale (CEC). Si celle-ci donne son accord, le référendum est mis au vote. Pour que le résultat soit légalement valide, le oui au projet de loi doit encore réunir la majorité absolue des voix et atteindre le quorum de 25 % des inscrits. Il ne s'agit ainsi pas d'un quorum de participation proprement dit, mais d'un quorum de vote positif par rapport au total des inscrits. En cas de vote favorable et de validation du quorum, le gouvernement a l’obligation d'élaborer un projet de loi reflétant les résultats afin de le soumettre au Parlement.
Sont cependant exclus de la voie populaire les référendums portant modification de la constitution ainsi que du nom, de l'hymne national, du drapeau et des frontières du pays. Si la loi électorale abaisse exceptionnellement le droit de voter de 20 à 18 ans lors de ces référendum, ceux-ci sont également explicitement interdits de porter sur un changement de l'âge légal du droit de vote,.
Les seuils sont calculés et actualisés à partir du nombre d'inscrits sur les listes électorales lors de la dernière élection présidentielle, soit 19 311 105 en 2020, ce qui correspond en 2021 à des seuils de 1 932 (0,01 %) et 289 667 (1,5 %) inscrits. S'il est approuvé, le référendum doit être soumis au vote de la population le quatrième samedi du mois d'août de la prochaine année finissant par un chiffre impair. Initialement prévu le 28 août 2021, le scrutin est cependant reporté à décembre en raison de la pandémie de Covid-19.

## Contenu
Quatre questions sont soumises à référendum.
1. Êtes-vous favorable à la mise en exploitation commerciale de la quatrième centrale nucléaire[8] ?
2. Êtes-vous favorable à l'interdiction totale par le gouvernement des importations de porc, d'abats et de produits connexes contenant l'hormone bêta-agoniste ractopamine[9] ?
3. Êtes-vous favorable à la tenue de référendums le même jour que des élections si des élections nationales ont lieu dans les six mois suivant la validation de l'initiative, à condition qu'elle réponde aux exigences de la loi référendaire[10] ?
4. Êtes-vous favorable à la construction du troisième terminal de gaz liquide à un emplacement autre que le large des côtes et des eaux du récif d'algues Datan à Taoyuan[11] ?

### Centrale nucléaire

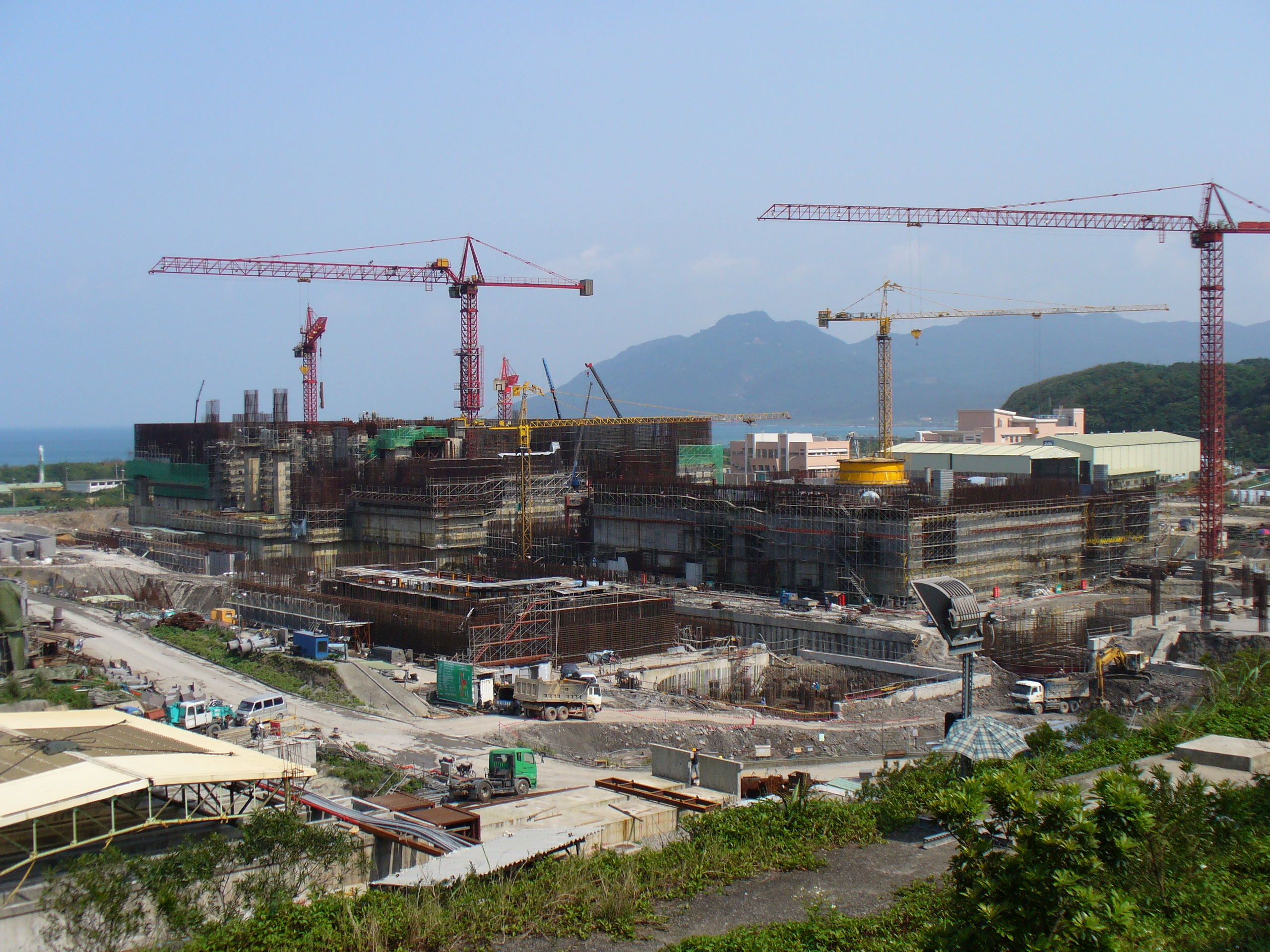
Chantier de la centrale de Lungmen en mars 2006.

Taïwan possède un secteur nucléaire civil depuis les années 1970. En 2010, le pays produit ainsi 13 % de son électricité via le nucléaire, contre 82 % par les énergies thermiques et 5 % par le solaire et l'éolien. La catastrophe nucléaire de Fukushima en mars 2011 amène cependant à une remise en cause des travaux de construction de la centrale nucléaire de Lungmen. Alimentées par l'utilisation controversée de matériaux de plusieurs constructeurs différents, ainsi que par les coups d'arrêts à répétition subis par le chantiers, d'importantes manifestations sont organisées à l'encontre du projet courant 2014, conduisant le gouvernement du KMT à le suspendre en juin 2015 pour une durée de trois ans devant précéder un référendum sur sa reprise.
Le KMT est cependant rejeté dans l'opposition en 2016. Le gouvernement du DPP décide alors de ne pas procéder à l'organisation du vote, et mène au contraire une politique visant à baisser progressivement l'activité des trois centrales en activité. Les arrêts définitifs des réacteurs de Jinshan, Guosheng et Ma-anshan sont ainsi respectivement programmés pour fin 2018, 2021 et 2024, une loi sur l'électricité fixant pour objectif un abandon total du nucléaire civil pour 2025. Durant l'été 2017, cependant, d'importantes pannes de courant plongent dans le noir la moitié des habitations du pays. Ces pannes sont alors largement attribuées à la mise en sous-régime des réacteurs. Durant la même période, le gouvernement approuve la construction d'une nouvelle centrale à charbon à Shen'ao. Des voix s’élèvent alors parmi la communauté scientifique et environnementale taïwanaise pour protester contre l'abandon du nucléaire, la construction de la centrale de Lungmen ayant à l'époque pour objectif de porter le total de l'électricité produite par le nucléaire à 23 %, permettant une réduction des énergies fossiles. Selon de récentes études, ces dernières seraient responsables d'un millier de morts par an du fait de la pollution de l'air causée par les fumées des centrales au charbon,. Un référendum d'origine populaire intitulé « Pour le nucléaire pour se mettre au vert » visant à l'annulation de la récente politique énergétique et à la relance du secteur nucléaire voit le jour en 2018. L'ex-président Ma Ying-jeou apporte notamment son soutien au projet,,,. 
Organisé le 24 novembre 2018, le référendum voit la population approuver par 59,49 % des suffrages exprimés la relance du secteur nucléaire civil. Le 7 mai 2019, le Yuan législatif applique stricto sensu la décision référendaire en retirant de la loi l'obligation de mise à l'arrêt du secteur nucléaire avant 2025. Si ce changement permet en théorie la poursuite du secteur, le gouvernement ne procède pas pour autant à la remise en service des réacteurs déjà mis à l'arrêt, laissant le nucléaire plafonner à 9 % de la demande en électricité.
Cette victoire en demi teinte conduit les soutiens au nucléaire — historiquement très présents au sein de la Coalition pan-bleue menée par le KMT — à chercher à provoquer la reprise des travaux de construction à Lungmen, un second objectif déjà pleinement mis en avant lors de la campagne référendaire de 2018,. Une collecte de signatures est organisée en ce sens à partir du 19 mars 2019, aboutissant en octobre de la même année à un total de 375 417 signatures favorables, dont 307 903 validées par la CEC, soit 1,59 % du total des inscrits ; dépassant ainsi le seuil requis,. 
Première question programmée à être mise au vote, la reprise de la construction de la centrale nucléaire voit le thème de la sécurité énergétique renforcé par l'ajout en quatrième place de celle sur l'arrêt de l'expansion du terminal gazier de Datan. Les deux questions sont ainsi jugée susceptibles de conduire à des résultats miroirs, les soutiens au nucléaire coïncidant pour une grande partie avec les opposants au terminal.

### Importations de porc à la ractopamine

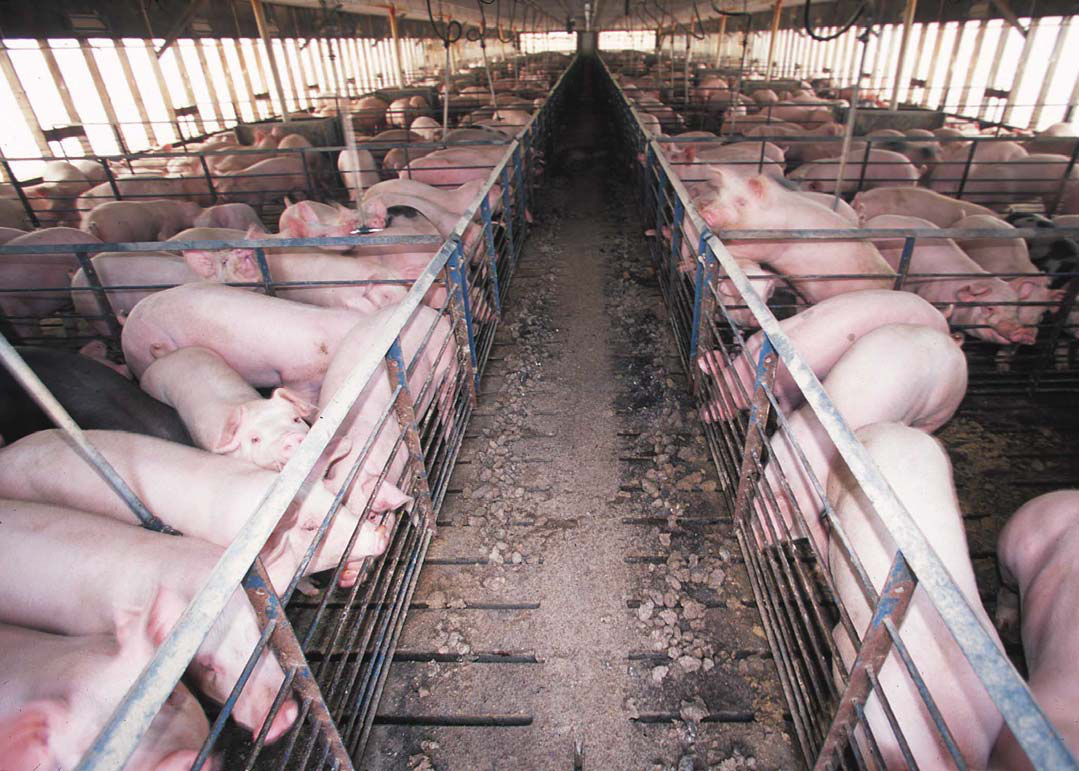
Élevage intensif aux États-Unis

La ractopamine est un médicament principalement utilisé dans l'élevage porcin comme additif afin d'en augmenter la croissance. En tant que bêta-agoniste, il agit comme dopant sur les muscles liés aux voies respiratoires tout en ayant un effet anti-lipogenèse, ce qui a pour conséquence de favoriser la croissance du porc et d'obtenir une viande plus maigre et plus protéinée. Un porc dopé à la ractopamine peut ainsi arriver à maturité en seulement trois mois, contre six à sept mois sans son utilisation.
En réduisant la teneur en graisse intramusculaire, la ractopamine dégrade cependant les qualités organoleptiques, affectant la qualité gustative de la viande dès que le dosage atteint dix milligrammes par kilogramme de viande. Surtout, l'additif est soupçonné d'être dangereux pour la santé, et par conséquent interdit dans plus de cent-soixante pays au nom du principe de précaution, dont notamment en Union Européenne, en république populaire de Chine et en Russie. Les pays l'autorisant comptent le Canada, le Japon et les États-Unis. Dans ce dernier pays, il n'est soumis à aucune norme en limitant le dosage.
Au cours du mandat de Ma Ying-jeou, qui préside le pays de 2008 à 2016 sous la bannière du Kuomintang, le gouvernement de Taïwan autorise l'importation de porc élevé à la ractopamine aux États-Unis afin de resserrer les liens unissant le pays à la première puissance militaire mondiale, qui joue un rôle de maintien du statu quo avec la république populaire de Chine. Alors dans l'opposition, le Parti démocrate progressiste s'oppose à Ma, l'accusant de faire courir un risque sanitaire à la population. Devant la chute de sa popularité, le président finit par revenir sur sa décision,.
En août 2020, la situation s'inverse cependant, la présidente démocrate progressiste Tsai Ing-wen finissant par autoriser les importations de viande à la ractopamine en raison du blocage que l'interdiction exerce alors sur la conclusion d'un traité de libre échange entre Taïwan et les États-Unis. La décision de la présidente Tsai fait l'objet de vives critiques de la part du KMT. Outre le revirement de position du DPP, l'opposition critique en effet la concurrence jugée déloyale qui menace les éleveurs locaux, l'autorisation des importations de viande de porc et de bœuf élevé à la ractopamine n'étant pas accompagnée d'une levée de l'interdiction de son usage dans les élevages taïwanais. Des parlementaires de l'opposition vont jusqu'à jeter des seaux d'entrailles de porcs dans l'hémicycle du Yuan législatif lors des débats, tandis que trois membres du DPP refusent d'obéir à la consigne du parti et votent contre la légalisation, bien qu'en vain,. Le gouvernement tente d’apaiser la situation en assurant pour plus de 13 milliards de Nouveau dollar de Taïwan d'aide aux éleveurs locaux. Le gouvernement promet également que la viande importée fera l'objet d'une surveillance stricte afin de répondre aux normes internationales, que la viande de porc produite localement bénéficiera d'un logo spécifique permettant de l'identifier, et qu'aucune viande à la ractopamine ne sera servie dans les établissements scolaires,.
Le KMT procède néanmoins à une collecte de signatures afin de soumettre à référendum l'autorisation du médicament. Du 7 au 23 septembre 2020, 20 170 signatures sont récoltées en ce sens, la CEC validant la question le 18 décembre. Entamée le 5 janvier 2021 la seconde période de collecte avance à une vitesse record et aboutit au dépôt dès le 9 mars de pas moins de 528 800 signatures, dont 461 594 validées par la CEC le 7 mai, soit 2,39 % des inscrits,.
Le pays est jugé très divisé sur cette légalisation. Si le gouvernement en fait une question d'importance majeure en mettant en avant l'importance des liens avec la puissance protectrice américaine, l'inquiétude des électeurs pour les dommages causés à l'économie locale reste vive, la viande de porc constituant une part importante de la cuisine taïwanaise.

### Calendrier référendaire
La loi facilitant les référendums d'origine populaire en 2018 fait suite à une précédente loi de 2003 critiquée pour ses conditions jugées trop dures à atteindre. De 2003 à 2017, toutes les tentatives de référendums populaires taïwanaises ont en effet échoué, ce qui donne alors à la loi électorale le surnom de « cage à oiseau » pour référendum.
Le référendum taïwanais de 2018, qui voit plusieurs projets du gouvernement remis en cause par des référendums encouragés par l'opposition, est cependant immédiatement suivis d'un retour de bâton via un amendement controversé de la loi électorale en juin 2019. Si les conditions de collecte ne sont pas affectés, les référendums ne peuvent désormais plus être organisé qu'une fois tous les deux ans, à partir de 2021. Là où les référendums étaient forcément organisés en même temps que d'autres scrutins si ceux-ci intervenaient dans les six mois, la nouvelle loi fixe l'organisation du vote au seul mois d'août. La réforme vise alors selon le gouvernement à détacher les scrutins référendaires des autres élections, celui de 2018 composé de dix questions et organisé en même temps que les élections provinciales et municipales ayant entrainé de longs temps d'attente dans les bureaux de vote. La mesure est cependant critiquée du fait du délai supplémentaire qu'elle impose aux futurs référendums. L'organisation des votes en dehors de tout autre scrutin diminue par ailleurs la possibilité d'une participation élevée, et rend donc plus difficile l'obtention du quorum d'inscrits favorables,.
Le Kuomintang s'oppose à ces changements, reprenant le surnom de « cage à oiseau » pour référendum pour décrire l'amendement de 2019, et organise une collecte pour un projet visant à organiser à nouveau ces référendums en même temps que les élections nationales,. Du 7 au 23 septembre 2020, en parallèle de la collecte sur le projet portant sur les importations de porc, 12 519 signatures sont récoltées, la CEC validant la question le 18 décembre. Entamée le 5 janvier 2021, la seconde période de collecte avance à une vitesse record et aboutit au dépôt dès le 9 mars de pas moins de 522 050 signatures, dont 456 100 validées par la CEC le 7 mai, soit 2,36 % des inscrits,.
Jugée le moins polémique des quatre sujets soumis aux électeurs en décembre, cette question « méta » devrait permettre de jauger l'intérêt de ces derniers pour une fréquence élevé de ces outils de démocratie directe.

### Troisième terminal gazier

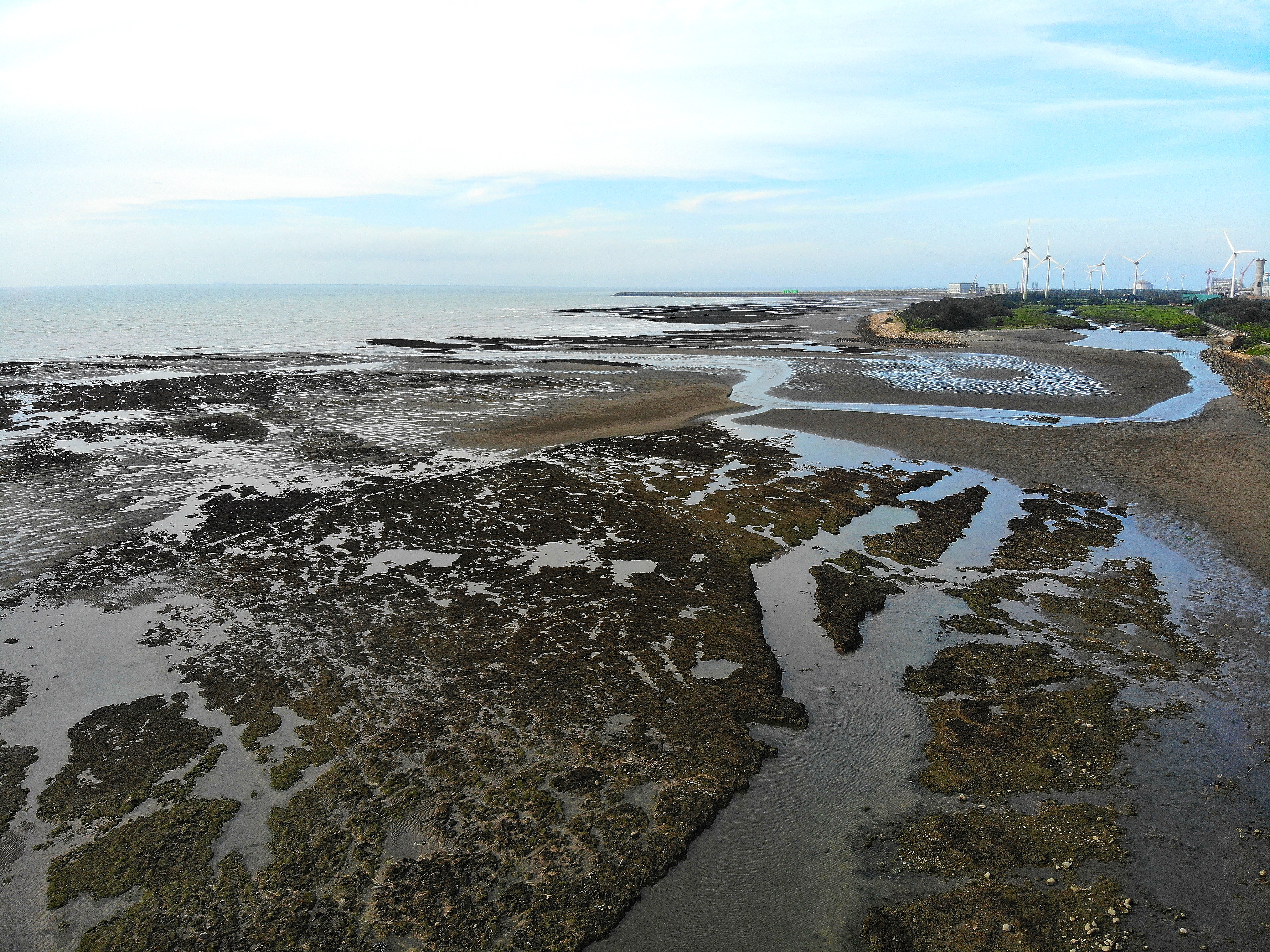
Le récif algal vu de Guanxin.

Dernière des quatre questions à avoir été programmées pour ce référendum, la construction dans la municipalité de Taoyuan d'un troisième terminal pour Gaz naturel liquéfié (GNL) ravive une vive polémique en cours depuis plusieurs décennies. Initialement lancé dans les années 1990, le projet rencontre alors l'opposition d'activistes écologistes en raison de son emplacement : le récif algal de Datan. Vieux de 7 600 ans, celui ci s'étend sur vingt sept kilomètres le long des côtes nord ouest de l'île. Les écologistes, qui bénéficient du soutien du DPP alors dans l'opposition, ne parviennent cependant pas à faire échouer le projet, qui fait par la suite l'objet d'une extension.
Le sujet est cependant remis à l'ordre du jour au début des années 2020 avec le chavirement dans le récif d'un méthanier appartenant à la compagnie d’État Central Petroleum Company (CPC) le 20 mars 2020. Une association, l'Alliance pour la sauvegarde du récif algal de Datan est alors créée pour empêcher la construction d'un troisième terminal via la convocation d'un référendum d'origine populaire.
Le projet connait entretemps un renversement des positions des deux principaux partis politiques taïwanais, étant cette fois ci porté par le DPP, au pouvoir depuis les élections législatives et la présidentielle de 2016, et combattu par le KMT. Le DPP considère en effet le projet comme un « mal nécessaire » afin de poursuivre leur politique d'abandon programmé du secteur nucléaire en 2025 tout en assurant la sécurité énergétique de l'île. Les infrastructures prévues à Datan permettraient ainsi au pays de disposer des réserves suffisantes en cas de blocus ou d'invasion par la République populaire de Chine.
Ce renversement de position est vécu comme une trahison par les milieux écologistes, qui s'opposent au projet en s'appuyant non seulement sur leurs précédents arguments en matière d'impact sur l'environnement, mais également sur une remise en cause de sa nécessité en matière de politique énergétique. Le débat fait alors l'objet d'une guerre des chiffres entre le DPP et les milieux écologistes qui fournissent tous deux des études scientifiques soutenant leur positions respectives, conduisant à une profonde incertitude de la part de la population taïwanaise sur ce sujet.
La situation est rendue plus confuse encore par l'implication du KMT, qui soutient activement le projet de collecte de signatures en faisant de la question un cheval de bataille électoral. Cette situation fait changer de nature le débat, les partisans du DPP et ceux du KMT alignant progressivement leur positions sur celles du parti qu'ils soutiennent. Les milieux écologistes, historiquement soutiens du DPP, se retrouvent ainsi accusés de prendre le parti du KMT alors même que celui-ci soutient le programme de nucléaire civil taïwanais, auquel les écologistes sont opposés. Les opposants au projet de troisième terminal gazier sont également accusés par les soutiens du gouvernement de tenir une position favorable aux intérêts de la République populaire de Chine en empêchant Taïwan de disposer d'une réserve énergétique jugée indispensable par le gouvernement de la présidente Tsai Ing-wen.
Le projet de mise à référendum rencontre un succès record, avec des pointes d'entre 30 000 et 60 000 signatures par jour. À la clôture le 17 mars 2021 de la période de collecte de six mois, l'association soumet un total de 704 397 signatures à la CEC, qui en valide 643 371, soit 3,33 % des inscrits, plus du double du seuil requis.

## Résultats

### Quatrième centrale nucléaire
| Choix               | Votants    | Votants | Inscrits | Inscrits |
| Choix               | Voix       | %       | %        | Quorum   |
| ------------------- | ---------- | ------- | -------- | -------- |
| Pour                | 3 804 689  | 47,16   | 19,19    | 25 %     |
| Contre              | 4 262 517  | 52,84   | 21,50    |          |
|                     |            |         |          |          |
| Votes exprimés      | 8 067 206  | 99,04   | 40,69    |          |
| Blancs et invalides | 78 494     | 0,96    | 0,40     |          |
| Total des votants   | 8 145 700  | 100,00  | 41,09    |          |
|                     |            |         |          |          |
| Abstentions         | 11 679 768 |         | 58,91    |          |
| Inscrits            | 19 825 468 | 100,00  |          |          |

### Interdiction des importations de viande à la ractopamine
| Choix               | Votants    | Votants | Inscrits | Inscrits |
| Choix               | Voix       | %       | %        | Quorum   |
| ------------------- | ---------- | ------- | -------- | -------- |
| Pour                | 3 936 386  | 48,79   | 19,86    | 25 %     |
| Contre              | 4 131 371  | 51,21   | 20,84    |          |
|                     |            |         |          |          |
| Votes exprimés      | 8 067 757  | 99,04   | 40,70    |          |
| Blancs et invalides | 78 108     | 0,96    | 0,39     |          |
| Total des votants   | 8 145 865  | 100,00  | 41,09    |          |
|                     |            |         |          |          |
| Abstentions         | 11 679 603 |         | 58,91    |          |
| Inscrits            | 19 825 468 | 100,00  |          |          |

### Référendums les jours des élections
| Choix               | Votants    | Votants | Inscrits | Inscrits |
| Choix               | Voix       | %       | %        | Quorum   |
| ------------------- | ---------- | ------- | -------- | -------- |
| Pour                | 3 951 677  | 48,96   | 19,93    | 25 %     |
| Contre              | 4 120 243  | 51,04   | 20,78    |          |
|                     |            |         |          |          |
| Votes exprimés      | 8 071 920  | 99,10   | 40,71    |          |
| Blancs et invalides | 73 273     | 0,90    | 0,37     |          |
| Total des votants   | 8 145 193  | 100,00  | 41,08    |          |
|                     |            |         |          |          |
| Abstentions         | 11 680 275 |         | 58,92    |          |
| Inscrits            | 19 825 468 | 100,00  |          |          |

### Non-construction du troisième terminal gazier
| Choix               | Votants    | Votants | Inscrits | Inscrits |
| Choix               | Voix       | %       | %        | Quorum   |
| ------------------- | ---------- | ------- | -------- | -------- |
| Pour                | 3 901 171  | 48,37   | 19,68    | 25 %     |
| Contre              | 4 163 464  | 51,63   | 21,00    |          |
|                     |            |         |          |          |
| Votes exprimés      | 8 064 635  | 99,01   | 40,68    |          |
| Blancs et invalides | 80 819     | 0,99    | 0,41     |          |
| Total des votants   | 8 145 454  | 100,00  | 41,09    |          |
|                     |            |         |          |          |
| Abstentions         | 11 680 014 |         | 58,91    |          |
| Inscrits            | 19 825 468 | 100,00  |          |          |

## Analyses et conséquences
L'ensemble des questions sont rejetées par les électeurs. Le gouvernement du Parti démocrate progressiste sort ainsi conforté par les urnes, la poursuite de ses politiques ayant été approuvée par les électeurs,,. 
Au soir du scrutin, le président du KMT Eric Chu reconnait la défaite des positions soutenues par sa formation, et présente ses excuses. Présenté comme une chance d'imposer une motion de censure électorale au gouvernement, le vote se révèle en effet un vote de confiance à la surprise du parti.
La confirmation par les électeurs de l'ouverture aux importations de viande à la ractopamine est un soulagement pour l'administration Biden, qui voit écarté le principal obstacle à la conclusion d'un accord commercial entre les deux pays, dans ce qui est perçu comme un coup dur pour la république populaire de Chine. Les négociations aboutissent ainsi à la conclusion d'un accord commercial courant 2023,.